# Reid Park Street Circuit
Der Reid Park Street Circuit, alternativ auch: Townsville Street Circuit genannt, ist eine Motorsport-Rennstrecke in Townsville, Australien. Jährlich wird auf dem semi-permanenten Stadtkurs das Townsville 500 als Teil des Supercars Championship ausgetragen.

## Geschichte
Auf der Suche nach einem zusätzlichen Veranstaltungsort im Norden Australiens kamen die Organisatoren der Supercars Championship 2008 mit der Bezirks- und Stadtregierung von Townsville überein. Als Austragungsort wurde das Gelände des Reid Park ausgewählt in dem zusätzliche Straßen, die Boxen und andere Teile der Infrastruktur für den Kurs angelegt wurden. Mit Hilfe der Regierung wurde die Finanzierung gesichert und 2009 wurde der Kurs eröffnet. Seitdem wird das einmal jährlich ausgetragene Townsville 500 als Veranstaltungswochenende der Supercars Championship dort abgehalten.

## Strecke
Die Rennstrecke ist nur teilweise ein Stadtkurs, die Boxengasse und ein großer Teil der Infrastruktur ist permanent errichtet. 70 Prozent der Strecke besteht aus speziell erbauten Straßen. Generell ähnelt sie dem Albert Park Circuit. Bei Rennen verfügt der Kurs über Tribünen, die Platz für 12.000 Zuschauer bieten.
Wenn keine Rennen stattfinden, bietet die Anlage viele offene Flächen, die für Spaziergänge und andere Aktivitäten genutzt werden können.

## Rekorde
| Rennserie              | Zeit      | Fahrer           | Wagen                     | Veranstaltung                      |
| ---------------------- | --------- | ---------------- | ------------------------- | ---------------------------------- |
| GT3                    | 1:11.9875 | Christopher Mies | Audi R8 LMS               | Australian GT Championship 2016    |
| Supercars Championship | 1:12.9311 | Nick Percat      | Holden VF Commodore       | Townsville 400 2017                |
| Porsche Carrera Cup    | 1:13.6549 | David Wall       | Porsche 911 (992) GT3 Cup | Porsche Carrera Cup Australia 2022 |